# Бромми, Карл Рудольф
Карл Рудольф Бромми (нем. Karl Rudolf Brommy; настоящая фамилия Бромме (Bromme); Лейпциг, 10 сентября 1804 — Бремен, 9 января 1860) — прусский контр-адмирал и филэллин.
В начале своей военно-морской карьеры принял участие в Освободительной войне Греции (1821—1829), в дальнейшем стал офицером военно-морского флота Греческого королевства.
Вернувшись в Пруссию стал организатором военно-морского флота Прусского королевства и его командующим в Датско-прусской войне (1848—1850).
В сегодняшней немецкой историографии именуется адмиралом «первого германского флота».

## Молодость
Карл Рудольф Бромм родился в селе Anger, которое с 1889 года стало частью города Лейпциг. Сын судьи Йоханна Симона Бромма (1758—1808) и Фридерики Луизы Бромм (1771—1806). Стал сиротой будучи ребёнком. В 1818 году получил разрешение своего попечителя и стал моряком. Учился в Школе навигации в Гамбурге, затем совершил свой первый морской рейс на бриге «Heinrich». Практически нет информации о его морской карьере после окончания учёбы в Школе навигации вплоть до лета 1820 года.
Согласно его утверждений он совершил множество рейсов в Центральную Америку, был зачислен в экипажи разных американских парусников с 1822 года и стал капитаном в 1826 году. В этот период он англифицировал свою фамилию с Bromme на Brommy.
Согласно этой же информации, в этот период его взял под свою протекцию английский авантюрист и адмирал Томас Кокрейн, под началом которого он служил на флотах Чили и Бразилии, что однако требует подтверждения чилийских и бразильских источников.

## Греция
Бромми был в числе трёх сотен добровольцев из немецких земель принявших непосредственное участие в освободительной войне греков, что может быть результатом его филэллинизма и деятельности филэллинских комитетов в германских землях, но может рассматриваться и как подтверждение его отношений с лордом Кокрейном. Бромми прибыл в Грецию в начале 1827 года, согласно некоторым источникам «следуя за Кокрейном», который был назначен командующим флота повстанцев ещё с конца 1826 года, но прибыл в восставшую Грецию только в начале 1827 года.
Кокрейн принял командование флотом греческих повстанцев в марте 1827 года:Δ-397. Вместе с флотом Кокрейн принял командование флагманом повстанческого флота, «фрегатом Эллада».
Бромми первоначально служил первым помощником капитана «Эллады», до 1828 года.
Получив команду над греческим флотом, Кокрейн связал своё имя с заговором и убийством греческого военачальника Г. Караискакиса:Г-330 и самым большим поражением повстанцев за все годы Освободительной войны 1821—1829 годов (Битва при Фалероне). Историки Д. Фотиадис и Т. Герозисис считают, что Караискакис был убит британскими агентами, поскольку согласно доктрине неприкосновенности Османской империи, в качестве волнолома против России, возрождаемое греческое государство должно было быть ограниченно одним лишь Пелопоннесом:42. Попытка Кокрейна реабилитироваться на море, организовав в мае 1828 года рейд на Александрию, не имела никакого успеха:Γ-388.
В декабре 1827 года Κокрейн этот «осеребрённый дезертир», по выражению Драгумиса, тайком покинул Грецию на паруснике Unicorn:Δ-407.
Однако Бромми остался в Греции.
В 1828 он принял командование (переименованным) парусным корветом «Идра», который был одним из двух турецких кораблей захваченных повстанцами в морском бою у Гларенцы в июле 1827 года:Δ-401.
Командуя «Идрой» Бромми принял участие в операциях доставки беженцев с острова Крит в «свободную Грецию» и в операциях по пресечению пиратства.
11 сентября греческая эскадра, возглавляемая парусно-паровым корветом «Картерия», не смогла войти под огнём в Артский залив. Это удалось 4 шхунам с малой осадкой 23 сентября и залив перешёл под греческий контроль:Δ-415.
Тем временем, И. Каподистрия, игнорируя британские намерения ограничить границы нового государства, пытался поставить европейские державы перед свершившимися фактами и продолжил военные действия в Средней Греции и на море. 15 ноября ещё 4 греческие шхуны вошли в Артский залив и взяли на абордаж 2 турецкие парусные канонерки:Δ-416.
Бромми упоминается в этих событиях под эллинизированным именем Каролос Вро́мис (Κάρολος Βρώμης) и в качестве капитана парого корвета ‘’Эпихирисис’’ (бывший Enterprise), который Д. Фотиадис именует «непригодным кораблём заказанным Кокрейном».
Независимо от этой оценки Д.Фотиадиса, тот факт что Бромми, будучи ещё молодым офицером, принял командование одним из двух паровых кораблей, которыми раполагал флот повстанцев в последние годы войны, свидетельствует о признании его морских навыков и технических знаний.

## Отъезд из Греции
После освобождения (юга) Греции, остров Порос был избран базой флота. В ходе противостояния И. Каподистрии с судовладельцами Идры, адмирал Миаулис, как идриот, ушёл в отставку и командование флотом принял Канарис, Константин. В ночь с 14 на 15 июня 1831 года идриот Криезис, Антониос захватил на Поросе флагман и другие корабля флота и передал их Миаулису:Γ-227:
Среди этих кораблей упоминаются и парусный корвет «Идра» и «непригодный» паровой корвет «Эпихирисис».
Мятежники были блокированы правительственными войсками и кораблями, при поддержке российской эскадры, которой командовал вице-адмирал Рикорд, Пётр Иванович. Мятежники отказались сдаться и 27 июля, в ходе 3-часового боя, Миаулис попытался прорвать кольцо блокады. Самые тяжёлые разрушения и потери понесли российский бриг «Телемах», а со стороны мятежников «Остров Спеце»:Γ-234.
Миаулис, осознав невозможность прорыва, принял решение взорвать свои корабли. 1 августа 1831 года Миаулис взорвал фрегат «Элладу». Парусно-паровой «Картериа» был спасён рядовым моряком Г. Галацидисом, а корвет «Эммануэла» безымянным солдатом, которые вплавь добрались до кораблей и перерезали шнуры до того как огонь добрался до погребов.
Греция разделилась на 2 лагеря — одни говорили о «великом преступлении», другие о акте сопротивления деспотизму Каподистрии. Сам Миаулис к старости горько сожалел о содеянном, говоря что «интриган Маврокордато сумел сделать так, что я сам поджёг свой собственный дом»:Γ-238.
Аналогичное противостояние с местничеством и амбицией клана Мавромихалисов привело к убийству Каподистрии 27 сентября 1831 года.
Не оснований утверждать что Бромми был (или не был) непосредственным участником мятежа, в любом случае он не был в списке преследуемых участников мятежа.
Несмотря на это, в том же 1831 году, Бромми покинул Грецию.
Покинув Грецию он совершил ряд путешествий во Францию, Англию, германские земли и завершил свой вояж в Саксонии.

## В Греческом королевстве
После смерти Каподистрии и последовавшего хаоса, в 1832 году на трон Греции был возведён несовершеннолетний баварский принц Оттон.
На процедуру коронации в Мюнхен прибыла греческая делегация в составе К. Боцариса, адмирала Миаулиса и Д. Плапутаса. Бромми изъявил желание и получив одобрение делегации стал советником делегации, которая сопровождала Оттона в его поездке в Грецию.
После прибытия Оттона в Грецию, Бромми был назначен первоначально капитаном корабля «Эрмис», после чего он стал членом Комитета при Морском министерстве и начальником базы флота на острове Порос.
В последующий период он стал заместителем директора военного училища на острове Эгина, а затем в Пирее.
Его желание и планы о создании морского училища не были осуществлены в период его пребывания в Греции.
Согласно его идеям и плану училище должно было быть создано на борту боевого корабля, что не нашло поддержку короля Оттона.
Эта же идея была предложена значительно позже (в 1846 году) греческим офицером Леонидасом Паласкасом (1819—1880) — создания училища на борту корвета ‘’Лудовикос’’, но была блокирована политическим истеблишментом .
После антимонархической революции 3 сентября 1843 года, Бромми был назначен председателем морского трибунала. Он прослужил на этом посту до 19 апреля 1849 года, после чего официально ушёл с греческой службы.

## Организатор флота Прусского королевства
С 1845 года Бромми вёл переписку с королём Пруссии Фридрихом Вильгельмом, зондируя почву на предмет своего перехода на прусскую службу, поскольку в этот период вынашивались планы создания прусского флота.
Одновременно он начал писать военно-морской справочник, который был издан позже в Берлине под названием «Военно-морской флот — Представление морской жизни для образованных людей всех слоёв общества» («Die Marine — eine gemeinverständliche Darstellung des gesammten Seewesens für Gebildete aller Stände»).
В справочнике Бромми отразил свой опыт накопленный в годы своей службы на греческом флоте, но в форме доступной для будущих моряков.
Предложение из Пруссии поступило в 1848 году. Предложение представил министр торговли и флота Arnold Duckwitz, по поручению президента национального собрания, Генрих фон Гагерн. ,
Вернувшись в Пруссию и совместно с принцем Адальбертом, Бромми посвятил себя созданию прусского военно-морского флота.
18 марта 1849 году Бромми стал Командующим флота Северного моря, и имея опыт командования греческим паровым корветом «Эпихирисис» принял командование прусским флагманом, парусно-паровым кораблём «Barbarossa». Мощь организованного Бромми прусского флота была вскоре продемонстрирована в Датско-прусской войне, которая завершилась морским сражением при Гельголанде в июне 1849 года, и привела к восстановлению предвоенного статуса-кво.
Бромми ушёл в отставку в звании контр-адмирала 30 июня 1853 года, по причине плохого состояния здоровья. Кроме этого первый военно-морской флот Пруссии был расформирован в апреле 1852 года решением Франкфурского национального собрания, с целью создания нового флота.
Несмотря на плохое состояние здоровья, в июне 1857 года Бромми согласился принять пост советника по техническим вопросам Австро-Венгерского флота и переехал в Венецию. Однако вскоре его здоровье ухудшилось, он подал в отставку и переехал в Бремен, где и умер в 1860 году.

## Память
Памятники контр-адмиралу Бромми установлены на его родине, в Лейпциге, и в Бремене.
В 1916 году германский флот построил конвойный корабль которому было дано имя Бромми